# Aprostocetus xanthopus
Aprostocetus xanthopus är en stekelart som först beskrevs av Christian Gottfried Daniel Nees von Esenbeck 1834.  Aprostocetus xanthopus ingår i släktet Aprostocetus och familjen finglanssteklar. Arten är reproducerande i Sverige. Inga underarter finns listade.